# Nicola Gratteri
Ne doit pas être confondu avec Gratteri.
Nicola Gratteri, né le 22 juillet 1958 à Gerace, Locride, Calabre, est un magistrat, écrivain italien. Connu pour avoir mené des enquêtes majeures à l'encontre de la 'Ndrangheta, il est, depuis le 13 septembre 2023, Procureur de la République auprès du Tribunal de Naples.

## Biographie
Troisième de cinq enfants, il s'inscrit à la Faculté de droit de l'Université de Catane où il obtient son diplôme avant de réussir le concours pour l'accès à la magistrature ordinaire. En première ligne contre la 'Ndrangheta, il a mené de nombreuses enquêtes et procès contre la mafia calabraise, la 'Ndrangheta, dans son rôle de Procureur de la République auprès du Tribunal de Catanzaro. Gratteri est l'un des procureurs les plus connus de la Direzione Distrettuale Antimafia.
Depuis avril 1989, Gratteri bénéficie d'une protection policière en raison de sa position exceptionnelle dans la lutte contre la mafia calabraise 'Ndrangheta. Le 21 juin 2005, le Raggruppamento Operativo Speciale des Carabinieri a découvert dans la plaine de Gioia Tauro un arsenal d'armes (un kilogramme d'explosifs plastiques avec un détonateur, des lance-roquettes, des kalachnikovs, des grenades à main) qui pourrait avoir été destinées à un attentat contre Gratteri.
En janvier 2021, il dirige une opération anti-mafia dans plusieurs régions d'Italie. Depuis le 13 janvier 2021, Gratteri mène un procès contre la 'Ndrangheta, dans le cadre duquel quelque 350 membres et assistants de la mafia sont inculpés.
Le 13 septembre 2023, Nicola Gratteri est nommé Procureur de la République auprès du Tribunal de Naples.

## Ouvrages
- Ndrangheta Le radici dell'odio, Aliberti Editore, 2007  (ISBN 9788874242948)
- Il grande inganno. I falsi valori della 'ndrangheta, Luigi Pellegrini Editore, 2007
- Fratelli di sangue, Luigi Pellegrini Editore, 2007  (ISBN 9788881013739)
- Cosenza 'ndrine sangue e coltelli. La criminalità organizzata in Calabria, Luigi Pellegrini Editore, 2009  (ISBN 9788881015849)
- La Malapianta, Strade blu, Non fiction, Mondadori  (ISBN 978-88-04-59369-0)
- La mafia fa schifo. Lettere di ragazzi da un paese che non si rassegna, Mondadori, 2011  (ISBN 978-88-04-61366-4)
- La giustizia è una cosa seria, Mondadori, 2011  (ISBN 88-04-60657-6)
- Dire e non dire. I dieci comandamenti della 'ndrangheta nelle parole degli affiliati, Collana Strade blu. Non fiction, Milano, Mondadori, 2012
- Acqua santissima. La Chiesa e la 'ndrangheta. Storie di potere, silenzi e assoluzioni, Collana Strade blu. Non fiction, Milano, Mondadori, 2013,  (ISBN 9788804632146)
- Male lingue, Cosenza, Luigi Pellegrini Editore, 2014,  (ISBN 978-88-6822-183-6)
- Oro Bianco. Storie di uomini, traffici e denaro dall'impero della cocaina, Collana Strade blu.Non fiction, Milano, Mondadori, 2015,  (ISBN 978-88-04-65299-1)
- Padrini e padroni. Come la 'ndrangheta è diventata classe dirigente, Collana Strade blu.Non fiction, Milano, Mondadori, 2016,  (ISBN 978-88-04-66892-3)
- L'inganno della mafia. Quando i criminali diventano eroi, Informazione, Roma, Rai-Eri, 2017,  (ISBN 978-88-397-1699-6)
- Fiumi d'oro. Come la 'ndrangheta investe i soldi della cocaina nell'economia legale, Collana Strade blu, Milano, Mondadori, 2017,  (ISBN 978-88-04-68359-9)
- Storia segreta della ‘ndrangheta, Le Scie, Nuova Serie, Milano, Mondadori, 2018,  (ISBN 978-88-04-70523-9)
- Quando la 'ndrangheta scoprì l'America. 1880-1956. Da Santo Stefano d'Aspromonte a New York, una storia di affari, crimini e politica, Milano, Mondadori, 2018.
- La rete degli invisibili, Milano, Mondadori, 2019.  (ISBN 978-8804719632)
- Ossigeno Illegale. Come le mafie approfitteranno dell'emergenza Covid–19 per radicarsi nel territorio italiano, Mondadori, 2020  (ISBN 9788804732563)